# Wincenty Kitlas
Wincenty Kitlas, ps. „Włodzimierz Knopniński”  (ur. 21 stycznia 1887 w Dubinie, pow. rawicki, zm. wiosną 1940 w Katyniu) – kapitan Polskiej Marynarki Wojennej, kawaler Krzyża Walecznych, ofiara zbrodni katyńskiej.

## Życiorys
Urodził się w rodzinie Jana i Anny. W 1914 wcielony do armii niemieckiej. Został marynarzem niemieckiej marynarki wojennej. Następnie wstąpił w 1918 do Armii gen. Hallera we Francji, gdzie awansował do stopnia podporucznika. Od 1919 w Wojsku Polskim. Uczestnik wojny 1920. 23 stycznia 1920 był zastępcą dowódcy 6 kompanii 42 pułku piechoty. Kompania była oddziałem desantowym pociągu pancernego „Hallerczyk”. Oddział zajął grudziądzkie mosty na Wiśle.
W okresie międzywojennym pozostał w wojsku. W 1922 był porucznikiem marynarki (starszeństwo z dniem 1 czerwca 1919 i 16 lokatą w korpusie oficerów rzeczno–brzegowych, oddział macierzysty Kierownictwo Marynarki Wojennej). Skierowano go do Flotylli Pińskiej. W 1923 i 1924 w stopniu porucznika marynarki był dowódcą Oddziału Wartowniczego Portu Wojennego Pińsk. 3 maja 1926 awansował do stopnia kapitana marynarki (starszeństwo z dniem 15 sierpnia 1924 i 3 lokatą w korpusie rzeczno–brzegowym). 4 lutego 1927 w stopniu kapitana został przeniesiony w stan spoczynku. W 1939 został przeniesiony jako kapitan stanu spoczynku z korpusu rzeczno-brzegowego Marynarki Wojennej do grupy administracji Korpusu Osobowego Oficerów Służb Marynarki Wojennej.
W 1935 jako mieszkaniec Rawicza wsparł finansowo Fundusz Obrony Morskiej. Działał w organizacjach społecznych, był instruktorem Ligi Obrony Powietrznej i Przeciwgazowej w Rawiczu, prowadził zajęcia na kursach informacyjnych. W 1936 został wybrany do Zarządu Miejskiego Komitetu Funduszu Pracy. Włączył się czynnie w działalność Funduszu Obrony Morskiej. Wygłaszał referaty na spotkaniach Ligi Morskiej i Kolonialnej. Pracował w Gdyni jako sekretarz Obwodu Morskiego LOPP.
W sierpniu 1939 zmobilizowany do Kierownictwa Marynarki Wojennej w Warszawie. Podczas kampanii wrześniowej podjęto decyzję o ewakuacji KMW z Warszawy. Zgodnie wytycznymi Naczelnego Dowództwa z 5 września admirał Jerzy Świrski wydał rozkazy dotyczące ewakuacji KMW do Pińska. Skład Kierownictwa został podzielony na dwie grupy. Wincenty Kitlas był w grupie, która ewakuowała się koleją, pod dowództwem kontradmirała Ksawerego Czernickiego. Po przybyciu do Pińska 8 września 1939 KMW znów się podzieliło. Większa część stanu osobowego, udała się pociągiem do Brodów, a następnie do Równego. Wobec uszkodzenia torów transport skierowano na stację Klewań. Ze stacji już pieszo grupa udała się w kierunku Łunińca. W miejscowości Deraźne, do kontrad. Czernickiego dotarła wiadomość o agresji sowieckiej na Polskę. Zezwolił on kilku oficerom by dołączyli do oddziałów KOP walczących z wojskami radzieckimi. Pozostała część zespołu KMW (około 160 osób) pozostała w Deraźnym. Nawiązano rozmowy z Armią Czerwoną. Po aresztowaniu Czernickiego wraz z delegacją prowadzącą negocjacje, reszta grupy rozproszyła się. W niewyjaśnionych okolicznościach Kitlas dostał się do niewoli. Według stanu na kwiecień 1940 był jeńcem obozu w Kozielsku. W obozie przebywał w ubraniu cywilnym. Między 15 a 17 kwietnia 1940 przekazany do dyspozycji naczelnika smoleńskiego obwodu NKWD – lista wywózkowa 032/1, poz. 8, nr akt 3.56 z 14.04.1940. Został zamordowany między 16 a 19 kwietnia 1940 przez NKWD w lesie katyńskim. Zidentyfikowany podczas ekshumacji prowadzonej przez Niemców w 1943, zapis w dzienniku ekshumacji pod datą 25.05.1943. Przy szczątkach znaleziono legitymację oficerską MSWojsk, książeczkę PKO, legitymacje urzędnika państwowego, zaświadczenie lekarskie. Figuruje na liście AM-248-3112 i liście Komisji Technicznej PCK pod numerem: GARF-114-03112. W spisie AM i PCK widnieje adnotacja, że był w ubraniu cywilnym. Nazwisko Kitlasa znajduje się na liście ofiar (pod nr 03112) opublikowanej w Gońcu Krakowskim nr 163 i w Nowym Kurierze Warszawskim nr 159 oraz w Kurierze Częstochowskim nr 161 z 1943.

## Życie prywatne
Mieszkał w Rawiczu a następnie w Gdyni, na ul. Morskiej 78. Żonaty z Pelagią z Byczkowskich, miał dwóch synów. 2 września 1944 r. w walkach z Niemcami w czasie Powstania Warszawskiego na Sadybie polegli piętnastoletni Roman Kitlas „Żmudzin” i dziewiętnastoletni Zdzisław Kitlas „Kot”.
Pozostawił wspomnienia o Grudziądzu z 1920 roku.

## Upamiętnienie
5 października 2007 roku Minister Obrony Narodowej Aleksander Szczygło mianował go pośmiertnie do stopnia majora. Awans został ogłoszony 9 listopada 2007 roku, w Warszawie, w trakcie uroczystości „Katyń Pamiętamy – Uczcijmy Pamięć Bohaterów”.
Dąb Pamięci posadzony 27 września 1915 przez Placówkę 114 Stowarzyszenia Weteranów Armii Polskiej w Ameryce oraz Społeczną Radę Programową Uroczystości Sadzenia Dębów Pamięci w Toronto, w Parku im. Ignacego Paderewskiego w Toronto.

## Ordery i odznaczenia
- Krzyż Walecznych[23]
- Medal Pamiątkowy za Wojnę 1918–1921
- Medal Dziesięciolecia Odzyskanej Niepodległości
- Krzyż Kampanii Wrześniowej – pośmiertnie 1 stycznia 1986[24]
- Medal Zwycięstwa (Francja)[3][25]